# Passage Ramey
Koordinaten: 48° 53′ N, 2° 21′ O
Die Passage Ramey ist eine Sackgasse im 18. Arrondissement von Paris.

## Lage
Die Passage beginnt an der Rue Ramey und endet an der Rue Marcadet. Dabei besteht die Möglichkeit der Einfahrt nur von der Rue Marcadet aus. Zur oder von der Rue Ramey besteht nur ein Durchgang für Bewohner (Impasse Pers).

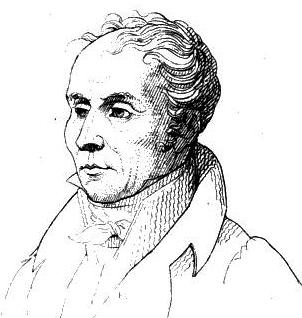
Bildhauer Claude Ramey

## Namensursprung
Die Passage trägt den Namen der Bildhauer Claude Ramey (1754–1838) Vater und Jules Ramey (1796–1852) Sohn wegen der Nähe zur Rue Ramey.

## Geschichte
Diese Straße, die in der ehemaligen Gemeinde Montmartre lag, war als Privatstraße angelegt und wurde unter dem Namen „Passage du Harlay“ 1825 eröffnet.
Ihren gegenwärtigen Namen erhielt sie per Erlass vom 1. Februar 1877, ehe sie am 24. März 1988 in das offizielle Pariser Straßenverzeichnis aufgenommen wurde.